# 요하네스 뤼트체크
요하네스 뤼트체크(독일어: Johannes Rydzek, 독일어 발음: [joˈha.nəs ˈʁʏ.t͡sɛk] ( 듣기), 1991년 12월 9일~)는 독일의 노르딕 복합 선수이다. 올림픽에서 금메달 2개, 은메달 1개, 동메달 1개를 획득했고 세계 선수권 대회에서 금메달 6개를 포함하여 메달 13개를 획득했다. 특히 2018년 동계 올림픽에서 라지힐 개인전과 단체전을 우승하면서 대회 2관왕에 올랐고 2017년 세계 선수권 대회에서 남자 노르딕 복합 4개 종목 모두 우승하면서 전관왕에 올랐다.